# Berlichingen
Berlichingen ist ein Ortsteil der Gemeinde Schöntal im Hohenlohekreis (Baden-Württemberg) und Stammsitz des gleichnamigen Adelsgeschlechts. Die in der Literaturgeschichte zitierte Person hat nicht nur mit dem Ortswappen zu tun. 

## Geschichte
Berlichingen wurde im Jahr 800 erstmals im Lorscher Codex urkundlich erwähnt. Der Ort gehörte zum Einflussbereich der Edelherren von Krautheim-Boxberg. Deren Ministerialen, die Herren von Berlichingen, hatten die Ortsherrschaft und besaßen im Ort eine kleine Turmburg als Stammsitz. Über Schenkungen und Verkäufe der Berlichingen erlangte das Kloster Schöntal noch im hohen Mittelalter Besitz von ungefähr der Hälfte des Ortes und einiger damit verbundener Rechte. Bis zur Aufhebung der reichsritterschaftlichen und klösterlichen Herrschaften im frühen 19. Jahrhundert teilten sich die Herren von Berlichingen und das Kloster den Besitz, danach kam Berlichingen an Württemberg. 
Die Bevölkerung lebte vom Feldbau und vom Weinbau, wobei der Grundbesitz jedoch sehr zerstückelt war und kaum ein Einkommen bot, so dass der Ort zwischen 1834 und dem Ersten Weltkrieg rund ein Drittel seiner Einwohner durch Ab- und Auswanderung verlor. 1899/1900 wurde Berlichingen mit dem Bau der Jagsttalbahn an das Eisenbahnnetz angeschlossen. Im frühen 20. Jahrhundert bot vor allem die örtliche Ziegelei Arbeitsplätze, dennoch hielt die starke Abwanderung aus dem Ort bis zum  Zweiten Weltkrieg an. 
Anfang August 1918 fand in Berlichingen das erste Bundestreffen des damals bedeutendsten jüdischen Jugendverbandes, des zionistischen Wanderbundes Blau-Weiß, statt, an dem etwa 450 Teilnehmer und Teilnehmerinnen aus ganz Deutschland teilnahmen.
Im April 1945 verursachten die vorrückenden amerikanischen Truppen starke Zerstörungen im Ort. 1939 wurden 753 Einwohner gezählt, Ende 1945 waren es 834.
In der Nachkriegszeit galt es zunächst, die Kriegsschäden am alten Baubestand zu beheben. Ab 1958 wurden dann auch Neubaugebiete ausgewiesen. Mit dem Blechbearbeitungsbetrieb LTI-Metalltechnik GmbH und dem Ventilatorenhersteller DLK siedelten sich zwei größere Industriebetriebe im Ort an.

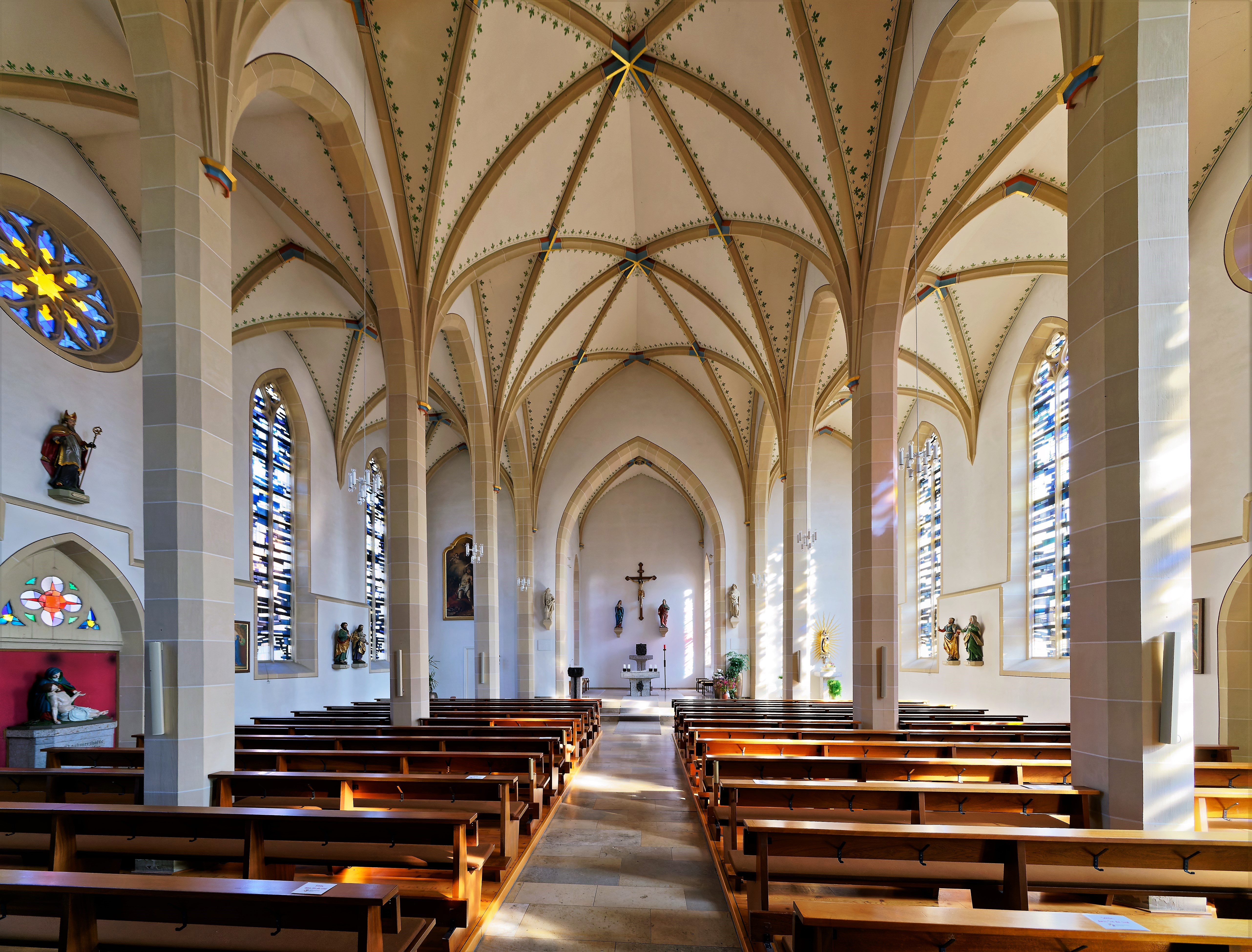
Blick in das Innere von St. Sebastian.

Am 1. März 1972 wurde Berlichingen in die Gemeinde Schöntal eingegliedert.
Berlichingen pflegt freundschaftliche Beziehungen mit Beichlingen, einem Ortsteil der Stadt Kölleda in Thüringen.

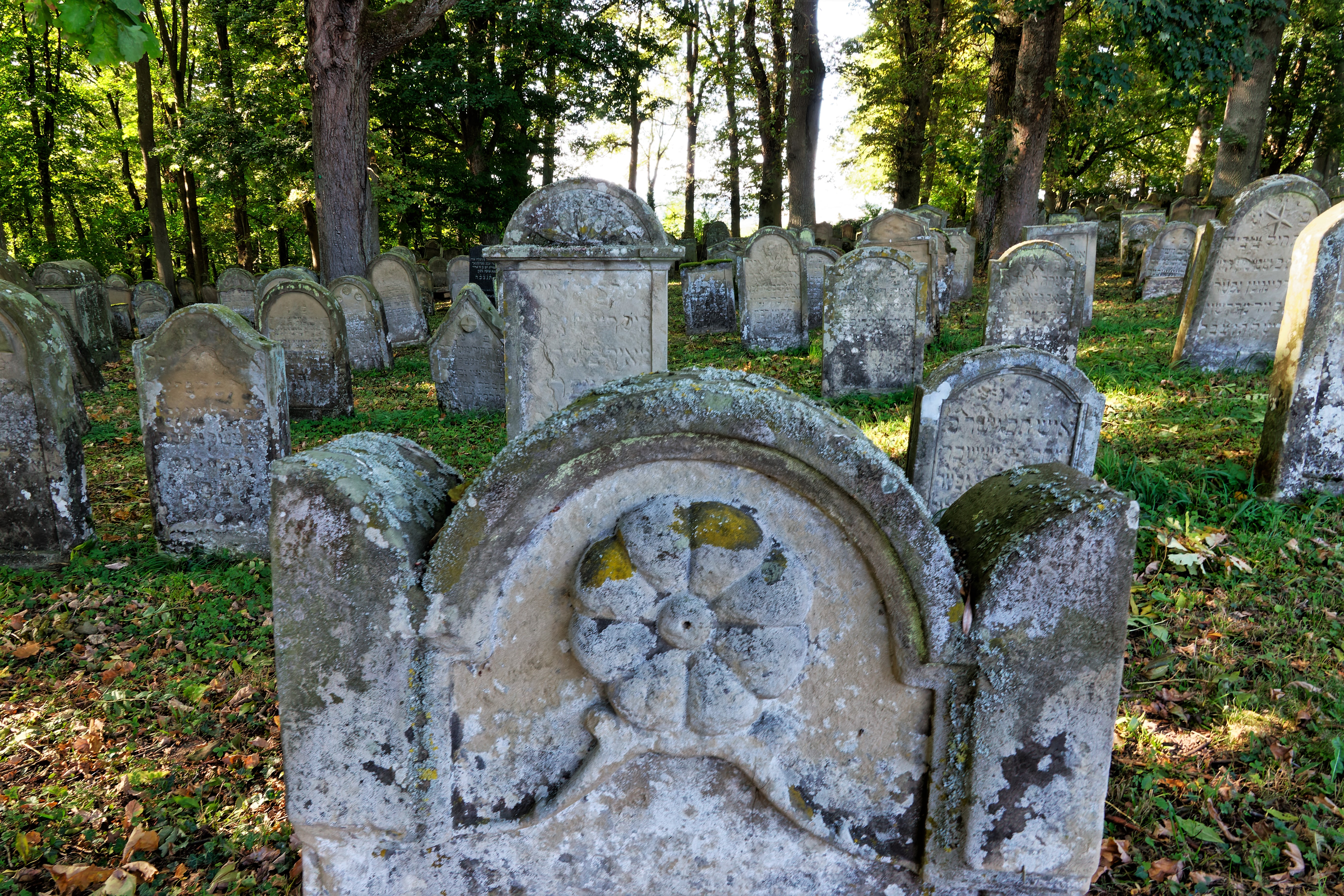
Der jüdische Friedhof von Berlichingen.

### Jüdische Landgemeinde

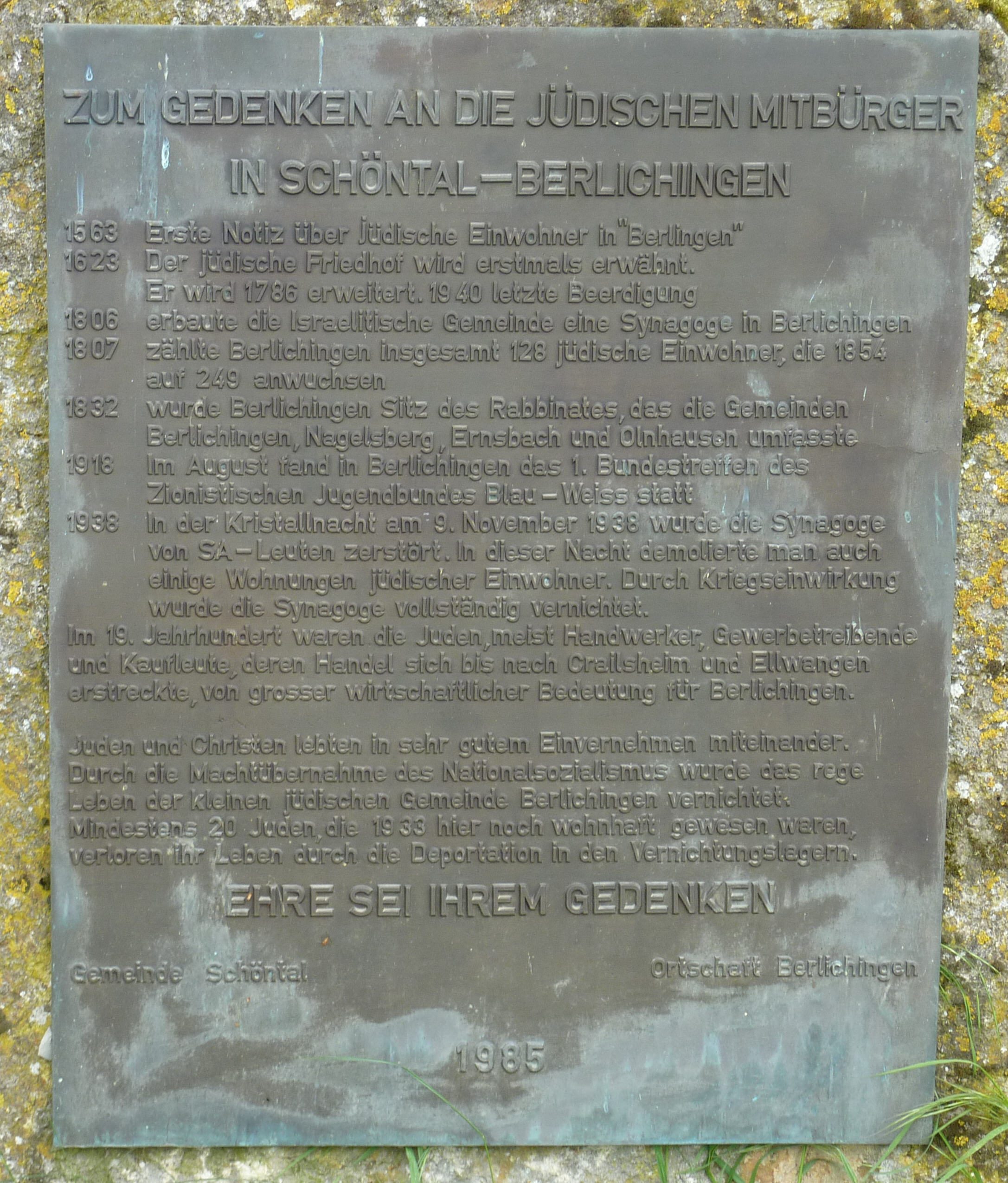
Gedenktafel auf dem jüdischen Friedhof

In Berlichingen befand sich früher eine große jüdische Gemeinde, die ihren Ursprung in der Ansiedlung von Juden durch die Freiherren von Berlichingen im 16. Jahrhundert hatte. Der Jüdische Friedhof Berlichingen wurden 1586 erstmals erwähnt. Der Friedhof ist der größte jüdische Friedhof in Nordwürttemberg, der zahlreichen jüdischen Gemeinden der Umgebung als Begräbnisplatz diente. 1791 bzw. 1806 erbaute die jüdische Gemeinde eine Synagoge, 1807 wurden 128 jüdische Einwohner gezählt. 1832 wurde Berlichingen Sitz des Bezirksrabbinats Berlichingen. 1854 wurden 249 Juden gezählt. Die Berlichinger Juden waren insbesondere auch von wirtschaftlicher Bedeutung für den Ort, der sich zu einem Mittelpunkt für ein größeres Hinterland entwickelte. Ab der Mitte des 19. Jahrhunderts ging die Gemeindegröße durch Abwanderung stetig zurück. Im Jahr 1900 wurden nur noch 89 Juden gezählt. Gleichzeitig sank auch die wirtschaftliche Bedeutung des Ortes. 1933 gab es noch 68 Juden in Berlichingen, von denen vielen während der NS-Zeit noch die Auswanderung gelang. Während der Novemberpogrome 1938 wurden die Synagoge und einige Wohnhäuser jüdischer Bürger von einheimischen und auswärtigen SA-Männern demoliert, einige jüdische Männer wurden in das KZ Dachau deportiert. Die jüdische Gemeinde wurde 1939 aufgelöst, die Synagoge später abgerissen. Die zurückgebliebenen jüdischen Bürger wurden Ende November 1941 per LKW in das Stuttgarter Sammellager „Auf dem Killesberg“ verbracht und von dort ins Ghetto von Riga deportiert; Mitte August 1942 wurden die letzten vier Juden in das Ghetto Theresienstadt deportiert. Von den 68 Juden, die 1933 noch in Berlichingen lebten, kamen nach 1938 mindestens 20 Personen durch Deportationen ums Leben. 1985 wurde ein Gedenkstein angebracht.

## Kultur und Sehenswürdigkeiten

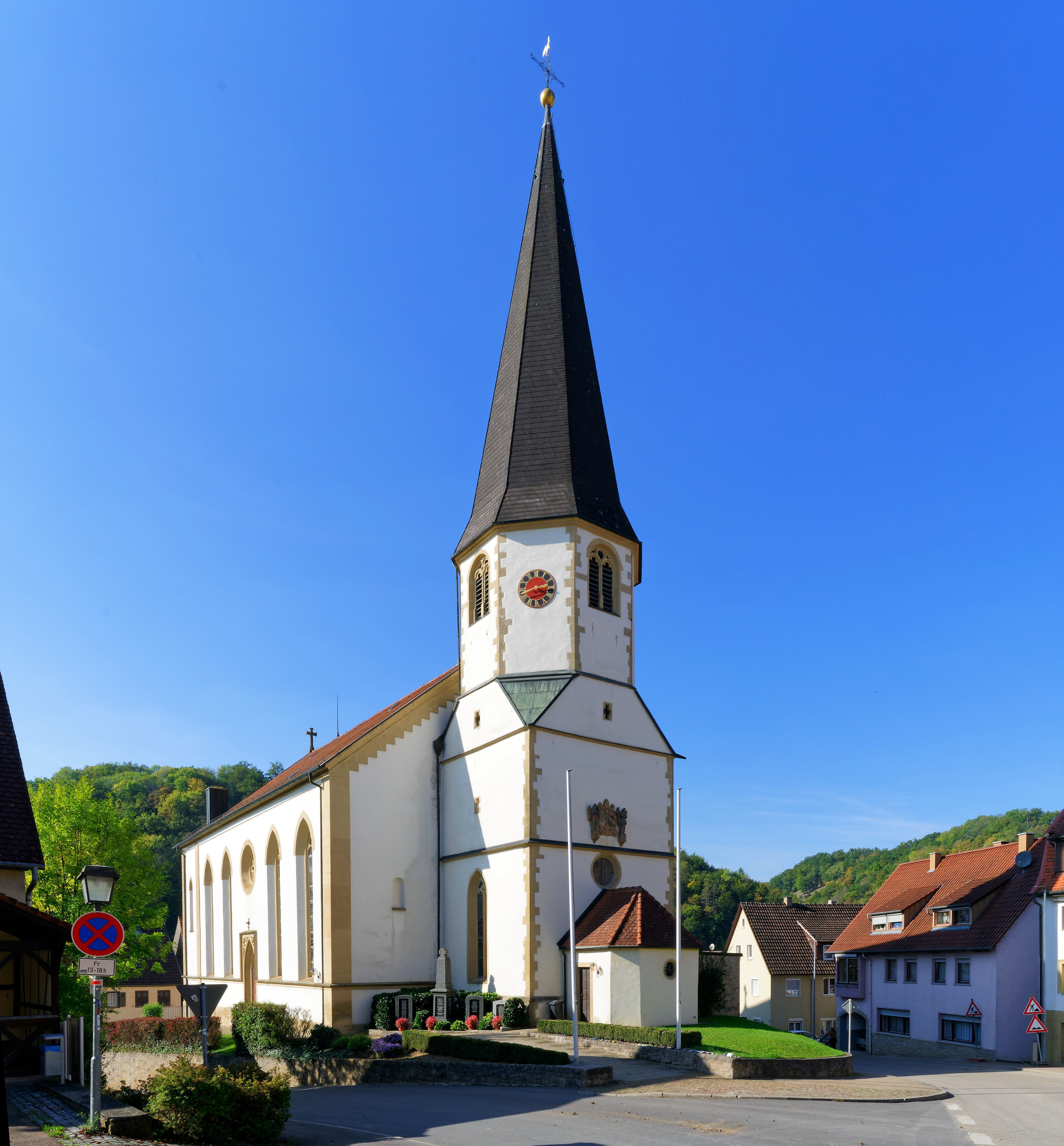
Katholische Pfarrkirche St. Sebastian

- Burg Berlichingen, Stammburg der Herren von Berlichingen aus dem 17. Jahrhundert, heute in Privatbesitz
- Katholische Pfarrkirche St. Sebastian, 1845 erbaut, zuletzt 1992 renoviert
- Pfarrhaus
- Turm am Storchenberg (oberhalb Kloster Schöntals)
- Jüdischer Friedhof Berlichingen

## Gewerbe
In Berlichingen gibt es mehrere mittelständische Industriebetriebe sowie einige Handwerksbetriebe.